# Silence in the Snow
Silence in the Snow je sedmé studiové album americké heavy metalové skupiny Trivium. Album bylo vydáno 2. října 2015, vydavatelem je společnost Roadrunner Records. Producentem alba je Michael Baskette. Jedná se o první a zároveň poslední album, na kterém se podílel bubeník Mat Madiro, který kapelu opustil dva měsíce po vydání alba, v prosinci 2015.

## Seznam skladeb
Autorem hudby a textů jsou členové skupiny Trivium, není-li uvedeno jinak.
Standardní edice
| Pořadí         | Název                         | Autor          | Délka |
| -------------- | ----------------------------- | -------------- | ----- |
| 1.             | Snøwfall (instrumentální)     | Ihsahn         | 1:28  |
| 2.             | Silence in the Snow           |                | 3:40  |
| 3.             | Blind Leading the Blind       |                | 4:25  |
| 4.             | Dead and Gone                 |                | 3:46  |
| 5.             | The Ghost That's Haunting You |                | 4:09  |
| 6.             | Pull Me from the Void         |                | 3:53  |
| 7.             | Until the World Goes Cold     |                | 5:21  |
| 8.             | Rise Above the Tides          |                | 3:54  |
| 9.             | The Thing That's Killing Me   |                | 3:30  |
| 10.            | Beneath the Sun               |                | 3:56  |
| 11.            | Breathe in the Flames         |                | 5:11  |
| Celková délka: | Celková délka:                | Celková délka: | 43:13 |

Speciální edice (bonusové skladby)
| Pořadí         | Název                   | Délka |
| -------------- | ----------------------- | ----- |
| 12.            | Cease All Your Fire     | 5:00  |
| 13.            | The Darkness of My Mind | 4:44  |
| Celková délka: | Celková délka:          | 52:57 |

## Osazenstvo
Trivium
- Matt Heafy – vokály, rytmická kytara
- Corey Beaulieu – sólová kytara, vokály v pozadí
- Paolo Gregoletto – baskytara, vokály v pozadí
- Mat Madiro – bicí a perkuse

Produkce 
- Michael Baskette – producent
- Brad Blackwood – mastering
- Ihsahn – engineering
- Jef Moll – engineering
- Kevin Thomas – engineering (asistent)
- Josh Wilbur – mixování
- David Rath – A&R
- Mike Liguori – A&R
- Ashley Heafy – design, layout